# Copa Droop

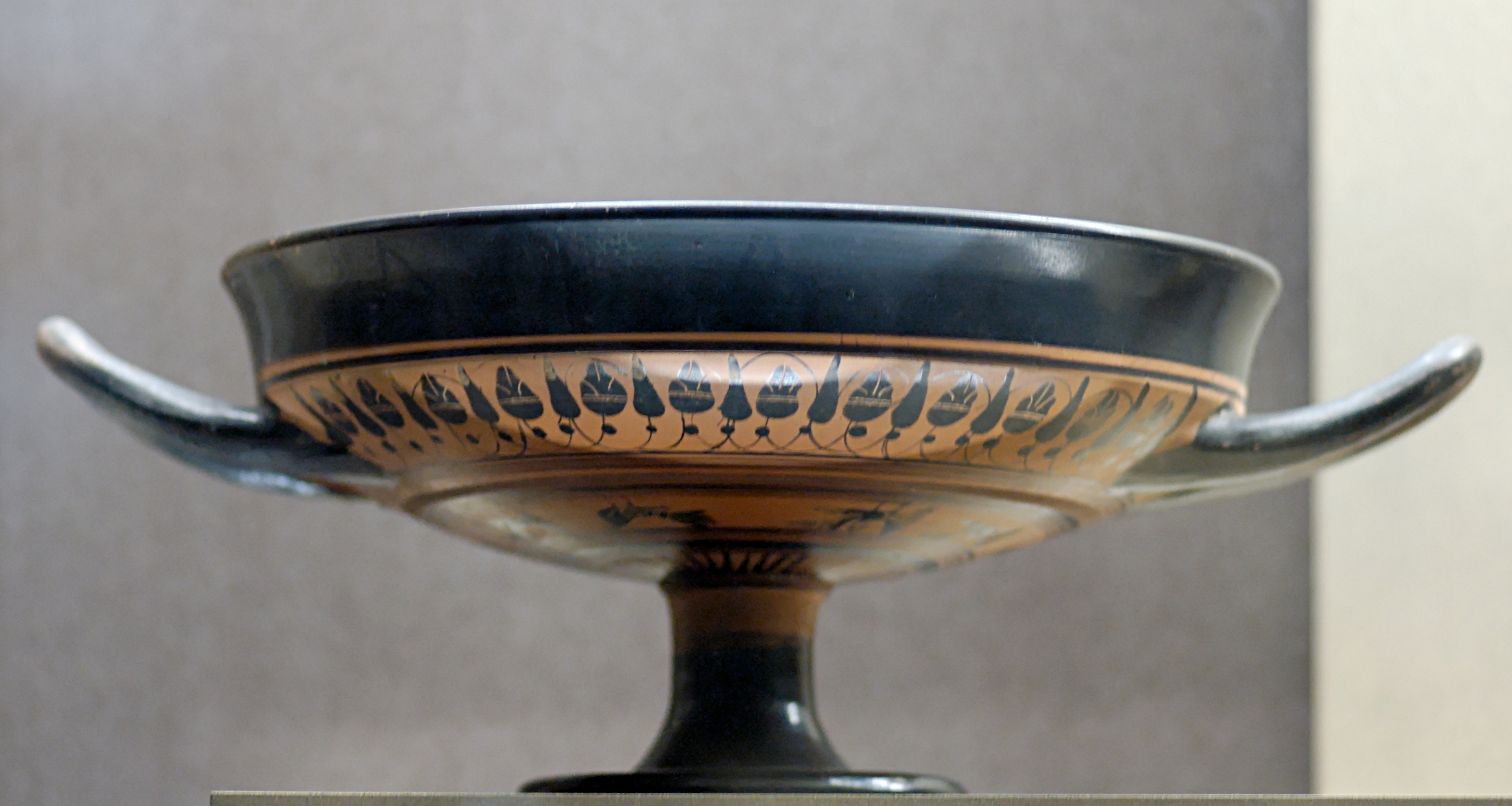
Copa Droop, París, Louvre CA 2512.

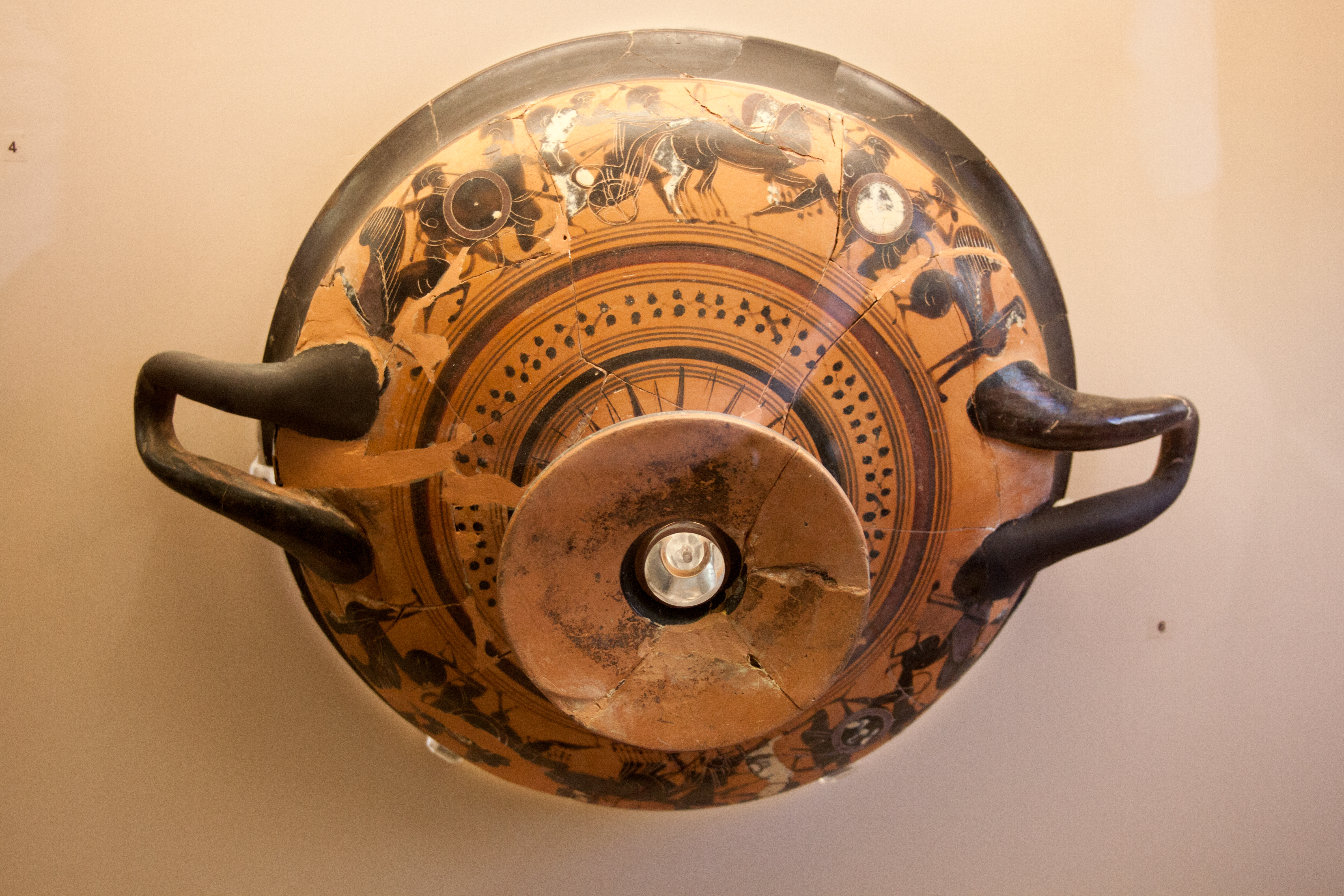
Parte inferior de otra copa, "Grupo de Rodas", 540-520 a. C.

Las copas Droop son un tipo de copa de los Pequeños maestros en la cerámica de la antigua Grecia, producidas alrededor del 550 al 510 a. C., probablemente en su mayoría en Laconia. Algunos ejemplos datan del siglo V a. C. Se llaman así por John Percival Droop, un arqueólogo inglés, que fue el primero en reconocer el tipo.
Las copas Droop tienen labios cóncavos negros, que se distinguen más claramente de la parte inferior del cuerpo del vaso que en otros tipos de copas de los pequeños maestros. Los pies son altos; en el extremo superior tienen una cresta de color arcilla natural y una banda similar justo debajo, a veces cortada. El borde de la base está pintado de negro. El interior del pie hueco tiene una amplia banda negra de pintura. En el interior de la base, la barbotina negra suele ser interrumpido por una franja muy por debajo del borde; a veces un círculo en la parte inferior también se deja libre de negro.
Las copas de este tipo datan de alrededor del 550 a. C. Los primeros ejemplares son completamente negros, un tipo que permanece en producción durante los desarrollos posteriores. Algunos ejemplos tempranos tienen filas de decoraciones parecidas a brotes en el área del asa. Desde c. 540 a. C., la decoración cambia hasta tal punto que todo el exterior del vaso por debajo del labio y por encima del pie está decorado con bandas, palmetas, hojas, puntos, rayos o siluetas de animales. La decoración figurativa es rara.
Los detalles del estilo decorativo posterior a 540 a. C. son tan similares a las copas de Laconia que se debe asumir una conexión. Es probable que ambas regiones hayan usado los mismos ejemplos de la Grecia oriental como inspiración. Más tarde, los esquemas decorativos fueron adoptados directamente de Esparta. El tipo se deja de usar en su mayor parte alrededor del 510 a. C., aunque se siguen fabricando copas de barbotina negra durante más tiempo.